# Estação de carga
- Superior esquerdo: Tesla Roadster sendo carregado em Iwata, Japão
- Superior direito: Moto elétrica Brammo Empulse em uma estação da AeroVironment
- Inferior esquerda:Nissan Leaf recarregando em Houston, Texas
- Inferior direita: Toyota Prius em uma estação pública em São Francisco, Califórnia

Uma estação de carregamento, também chamado de estação de carga e eletroposto, é um dispositivo de fornecimento de energia que fornece energia elétrica para recarregar veículos elétricos plug-in (incluindo veículos elétricos a bateria, caminhões elétricos, ônibus elétricos e veículos híbridos plug-in).

## Visão geral
As estações de recarga são tipicamente oferecidas por autoridades públicas e empresas comerciais. As estações públicas são instaladas ao longo de rodovias, em shopping centers, hotéis, postos de combustíveis e instalações governamentais. As estações de recarga pública podem cobrar uma taxa ou oferecer serviço gratuito com base em promoções governamentais ou corporativas. Mais de 80% do carregamento de veículos elétricos é feito em uma residência.
Ao contrário das estações de abastecimento, que precisam estar localizadas perto de estradas, as estações de carregamento podem, teoricamente, ser colocadas em qualquer lugar com acesso à energia elétrica e estacionamento adequado. Os veículos elétricos (EVs) podem ser alimentados por fontes de energia renováveis, como eólica, solar, hidrelétrica, geotérmica, biogás e algumas fontes hidrelétricas de baixo impacto. As fontes de energia renováveis geralmente são mais baratas, mais limpas e mais sustentáveis do que as fontes não renováveis, como carvão, gás natural e petróleo.

### Status internacional
Em novembro de 2012 cerca de 15.000 postos de carregamento tinham sido instalados na Europa.
Em dezembro de 2012, havia cerca de 50 mil pontos de carregamento não-residencial nos Estados Unidos, Europa, Japão e China. O Japão detinha a maior rede de carregadores rápidos do mundo, com 1 381 estações de recarga.[carece de fontes?]
Em maio de 2023, haviam mais de 3,9 milhões de pontos públicos de recarga em todo o mundo, com a Europa tendo mais de 600.000 e a China liderando com mais de 2,7 milhões.
Em outubro de 2023, haviam 69 222 estações, incluindo as estações de carregamento rápido de Nível 1, Nível 2 e CC, nos Estados Unidos e no Canadá, sendo pelo menos 6 502 estações com conectores CHAdeMO, 7 480 estações com conectores SAE CCS1 e 7 171 estações com conectores Tesla NACS.

#### No Brasil
O primeiro eletroposto do Brasil entrou em operação em 10 de outubro de 2010, no Rio de Janeiro. Ele utiliza-se de energia solar para carregar as baterias dos veículos.

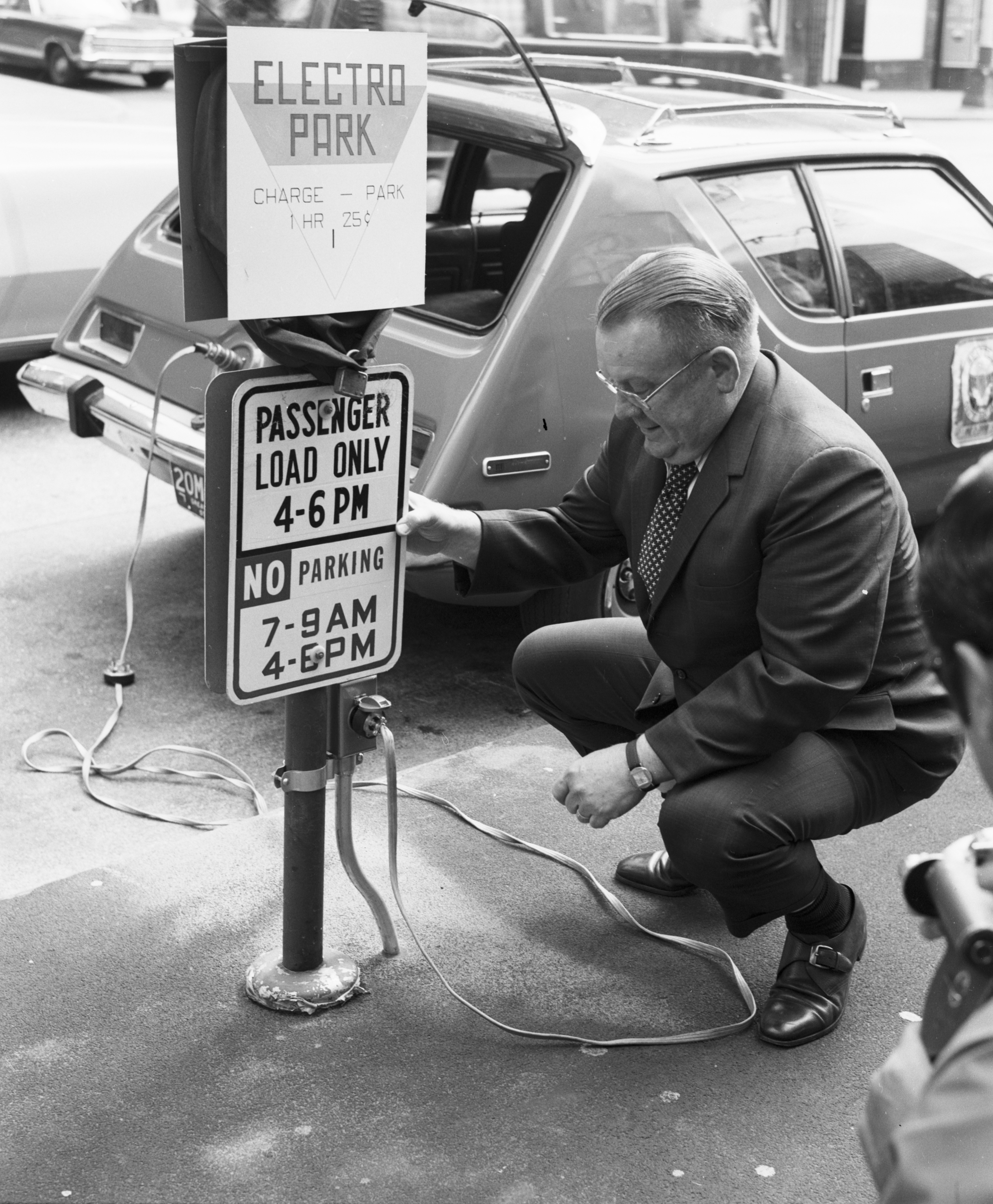
Estação de carregamento com conector elétrico Nema recarregando um AMC Gremlin em Seattle, em 1973.

## Padrões e conectores
Vários padrões foram estabelecidos para a tecnologia de carregamento para permitir a interoperabilidade entre os fornecedores. Há padrões disponíveis para nomenclatura, energia e conectores. A Tesla desenvolveu tecnologia proprietária nessas áreas e começou a construir sua rede de carregamento em 2009, estreando em 2012.
As estações de carregamento geralmente são acessíveis a vários veículos elétricos e são equipadas com mecanismos de detecção de corrente ou conexão para desconectar a energia quando o veículo não estiver carregando.

#### Primeiros padrões
O National Electric Transportation Infrastructure Working Council (IWC) foi formado em 1991 pelo Electric Power Research Institute, com membros provenientes de fabricantes de automóveis e concessionárias de energia elétrica para definir padrões nos Estados Unidos; o trabalho inicial do IWC levou à definição de três níveis de carregamento no Manual do National Electric Code (NEC) de 1999.

#### SAE
A Sociedade de Engenheiros Automotivos (SAE International) define os requisitos gerais físicos, elétricos, de comunicação e de desempenho para sistemas de carregamento de VEs usados na América do Norte, como parte da norma SAE J1772, desenvolvida inicialmente em 2001. A SAE J1772 define quatro níveis de carregamento, dois níveis cada para suprimentos de CA e CC; as diferenças entre os níveis são baseadas no tipo de distribuição de energia, nos padrões e na potência máxima.

#### IEC
Em 2003, a International Electrotechnical Commission (IEC) adotou a maior parte da norma SAE J1772 sob a IEC 62196-1 para implementação internacional.

#### Tesla NACS
O Sistema de Carregamento Norte-Americano (NACS) foi desenvolvido pela Tesla para uso nos veículos da empresa. Ele permaneceu como um padrão proprietário até 2022, quando suas especificações foram publicadas pela Tesla. O conector é fisicamente menor do que o conector J1172/CCS e usa os mesmos pinos para a funcionalidade de carregamento CA e CC.

Estação Supercharger da Tesla em Wittenburg, Alemanha

Em novembro de 2023, os fabricantes de automóveis Ford, General Motors, Rivian, Volvo, Polestar, Mercedes-Benz, Nissan, Honda, Jaguar, Fisker, Hyundai, BMW, Toyota, Subaru e Lucid Motors se comprometeram a equipar seus veículos norte-americanos com conectores NACS no futuro. A startup automotiva Aptera Motors também adotou o padrão de conectores em seus veículos Outras montadoras, como a Stellantis e a Volkswagen, não fizeram nenhum anúncio.
Para atender aos requisitos da União Europeia (UE) sobre pontos de recarga, os veículos da Tesla vendidos na UE são equipados com uma porta CCS Combo 2. Tanto a porta da América do Norte quanto a da UE aceitam carregamento rápido de 480 V CC por meio da rede de Superchargers da Tesla, que usam conectores de carregamento NACS e CCS. Dependendo da versão do Supercharger, a energia é fornecida a 72, 150 ou 250 kW, sendo que a primeira corresponde ao Nível 1 de CC e a segunda e a terceira correspondem ao Nível 2 de CC da norma SAE J1772. No quarto trimestre de 2021, a Tesla relatou 3.476 locais de superalimentação em todo o mundo e 31.498 carregadores de superalimentação (cerca de 9 carregadores por local, em média).

### Conectores
Os conectores comuns incluem Tipo 1 (Yazaki), Tipo 2 (Mennekes), CCS Combo 1 e 2, CHAdeMO e Tesla. Muitos tipos de plugue padrão são definidos na IEC 62196-2 (para alimentação CA) e 62196-3 (para alimentação CC):
- Type 1: acoplador CA monofásico - especificações do plugue SAE J1772/2009
- Type 2: acoplador monofásico e trifásico - especificações de plugue VDE-AR-E 2623-2-2, SAE J3068 e GB/T 20234.2
- Type 3: acoplador CA monofásico e trifásico equipado com obturador de segurança - proposta da EV Plug Alliance
- Type 4: acopladores de carga rápida CC
  - Configuração AA: CHAdeMO
  - Configuração BB: GB/T 20234.3
  - Configurações CC/DD: (reservado)
  - Configuração EE: CCS Combo 1
  - Configuração FF: CCS Combo 2

O padrão CHAdeMO é preferido pela Nissan, Mitsubishi e Toyota, enquanto o padrão SAE J1772 Combo é apoiado pela GM, Ford, Volkswagen, BMW e Hyundai. Ambos os sistemas carregam até 80% em aproximadamente 20 minutos, mas os dois sistemas são incompatíveis.